# Tennistoernooi van Montréal/Toronto 1990
|                                      |  |                                      |
| Steffi Graf, winnares bij de vrouwen |  | Michael Chang, winnaar bij de mannen |

Het tennistoernooi van Montréal/Toronto van 1990 werd van 23 juli tot en met 6 augustus 1990 gespeeld op hardcourt-buitenbanen in Canada.
Het toernooi bestond uit twee delen:
- ATP-toernooi van Toronto 1990, het toernooi voor de mannen in het National Tennis Centre te Toronto, 23 – 30 juli
- WTA-toernooi van Montréal 1990, het toernooi voor de vrouwen in het Du Maurier Stadium te Montréal, 30 juli – 6 augustus

ATP-toernooi van Montréal/Toronto‎ – WTA-toernooi van Montréal/Toronto‎

1990 ·
1991 ·
1992 ·
1993 ·
1994 ·
1995 ·
1996 ·
1997 ·
1998 ·
1999 ·
2000 ·
2001 ·
2002 ·
2003 ·
2004 ·
2005 ·
2006 ·
2007 ·
2008 ·
2009 ·
2010 ·
2011 ·
2012 ·
2013 ·
2014 ·
2015 ·
2016 ·
2017 ·
2018 ·
2019 ·
2020 ·
2021 ·
2022 ·
2023 ·
2024